# Yvon Dallaire
 (juin 2022).
Il peut être nécessaire de l'améliorer pour respecter le principe de neutralité de point de vue. Veuillez consulter la page de discussion pour plus de détails.

Yvon Dallaire, né le 1er mars 1947 et mort le 31 janvier 2024 est un psychologue et sexologue canadien, militant notoire du masculinisme qu'il préfère appeler « hominisme ». Il est l'auteur d'une trentaine de livres sur le couple et les relations homme-femme, et exerce une activité de conférencier. 

## Biographie
Il possède un diplôme de l'école normale supérieure, sciences de l'éducation, obtenue à l'Université Laval (Québec) en 1973 et une maîtrise de psychologie (1976). Il a été le premier professeur de psychologie au CEGEP de Sainte-Foy (Québec). Il a collaboré à la mise sur pied du cours Psychologie du comportement sexuel. Il crée et dirige le Centre d'épanouissement psycho-corporel de Québec de 1980 à 2002, puis se consacre à sa pratique privée en thérapie conjugale à partir de 1989.
Il a édité de 1989 à 1993 le magazine Option Santé. Il a été chroniqueur dans divers média, le magazine Agenda Plus de Belgique (2011), le Journal de Montréal et de Québec (2008 à 2015) pour la chronique « Votre couple ». Il a été également chroniqueur à l’émission Le bonheur total, Canal Vox, Québec, 2006-2007, coanimateur de l’émission Analyse-moi ça !, FM 93,3, Québec (2006), a été invité dans diverses émissions de radio et de télévision partout dans la francophonie. De 2010 à 2016, il intervient sur le site belge psy.be, proposant des conseils extraits de ses publications en cours.
Dans une chronique de 2008 « Les secrets des couples heureux », parue dans Le Journal de Montréal, puis dans Qui sont ces femmes heureuses ? La femme, l’amour et le couple , il défend l'idée que les femmes doivent accepter « une répartition inégale et variable des salaires, des tâches ménagères, des soins aux enfants ». 
En matière de thérapie conjugale, il dénonce la pression subie par les hommes en matière de sexualité. Pour lui, « Ce ne sont pas les hommes qui souffrent d'éjaculation précoce, mais les femmes qui souffrent d'orgasmes retardés » d'après une comparaison qu'il fait avec le monde animal.

## Masculinisme, «hominisme»
Yvon Dallaire a fondé en 2006 avec Patrick Guillot et John Goetelen le néologisme « hoministe » (de homo, inis, humain), qu'il définit comme une réaction à « des demandes peut-être exagérées » des féministes, et qui cherche à se distancier du masculinisme. Selon Francis Dupuis-Déri, Yvon Dallaire « cherche à se présenter comme étant au-dessus de la mêlée en se distanciant du féminisme et du masculinisme, pour se déclarer “hoministe” », bien que ses prises de position antiféministes justifieraient son rattachement au mouvement masculiniste,. 

## Publications
- Le couple existe encore... et l'amour aussi, Montréal, UMD, 2022,  (ISBN 978-2-924973-73-8).
- Oser l'amour... pour toujours , Montréal, UMD, 2018,  (ISBN 978-2-89225-986-5).
- Homme et toujours fier de l'être, Québec, Québec-Livres, 2015,  (ISBN 9-7827640-2400-3).
- Petit cahier d'exercices pour couples heureux sous la couette, Genève, Jouvence, 2015,  (ISBN 978-2-88911-712-3).
- Pour que l'amour et la sexualité ne meurent pas. Guide pratique pour une sexualité épanouie après 50 ans, Québec-Livres, 2014.  (ISBN 978-2-7640-2226-9)
- Amour ou dépendance, Québec-Livres, 2014.  (ISBN 978-2-7640-2225-2)
- Parlons d'amour. La psychologie des couples heureux, Québec, Les Éditions Québec-Livres (coll. « Psychologie »), 2013, 184 p.  (ISBN 9782764020500)
- Vivre à deux, c'est mieux. Développer les habiletés relationnelles, Québec, Les Éditions Québec-Livres (coll. « Psychologie »), 2012, 176 p.  (ISBN 9782764018378)
- Petit cahier d'exercices des couples heureux, Genève, Jouvence, 2012.
- Les couleurs de l'amour dans le couple : 52 nouvelles chroniques, Québec, Les Éditions Québec-Livres (coll. « Psychologie »), 2011, 176 p.  (ISBN 9782764017067)
- Qui sont ces hommes heureux ? L'homme, l'amour et le couple, Québec, Option Santé, 2010  (ISBN 9782922598308)
- Chroniques conjugales, Québec, Quebecor, 2010
- Qui sont ces femmes heureuses ? La femme, l'amour et le couple, Québec, Option Santé, 2009
- La sexualité humaine, en collaboration avec Pierre Langis et Bernard Germain, Montréal, ERPI, 2008
- Guérir d'un chagrin d'amour, Genève, Jouvence, 2007
- La sexualité de l'homme après 50 ans, Genève, Jouvence (coll. « Pratiques Jouvence » 139), 2007, 94 p.  (ISBN 978-2-88353-638-8)
- Cartographie d’une dispute de couple : le secret des couples heureux , Genève, Jouvence (coll. « Pratiques Jouvence »), 2007, 94 p.  (ISBN 978-2-88353-638-8)
- L’infidélité. La prévenir ou y survivre, Genève, Jouvence, 2007
- Qui sont ces couples heureux ? Surmonter les crises et les conflits du couple, Québec, Option Santé, 2006.
- (En collaboration avec Mario Proulx et al.) La planète des hommes. Les hommes sont-ils heureux ou malheureux ? En crise, en déroute ou en transition ? Montréal, Fayard – Radio-Canada, 2004.
- (En collaboration avec Alain Rioux et al.) Guide de la sexualité br@nchée, Québec, Option Santé, 2003
- Moi aussi... Moi... plus, 1001 différences homme-femme, Québec, Option Santé, 2002
- La violence faite aux hommes : une réalité taboue et complexe, Québec, Option Santé (coll. «Mise au point»), 2002, 63 p.  (ISBN 2-922598-05-5) notice Sudoc
- Homme et fier de l'être, Québec, Option Santé, 2001, 336 p.  (ISBN 9782922598032).
- Pour que le sexe ne meure pas. La sexualité après 40 ans, Québec, Option Santé, 1999
- S'aimer longtemps. L'homme et la femme peuvent-ils vivre ensemble ? Québec, Option Santé, 3e éd. 1999
- Chéri, parle-moi... Dix règles pour faire parler un homme, Québec, Option Santé, 3e éd. 1999
- La Masturbation, Le dernier des tabous, Québec, Option Santé, 1998
- (avec Renée Bérubé), Shiatsu et énergie. Guide complet et pratique, Québec, Option Santé, 2e éd. 1996
- Psychologie du comportement sexuel. Guide de l'animateur. Ministère de l'éducation du Québec, 1978.

Il est aussi l’auteur de près de 200 articles pour des magazines canadiens et européens.